# John Anderson (homme politique, 1922)
Pour les articles homonymes, voir John Anderson et Anderson.
John Bayard Anderson, né le 15 février 1922 à Rockford (Illinois) et mort le 3 décembre 2017 à Washington, est un homme politique américain.

## Biographie

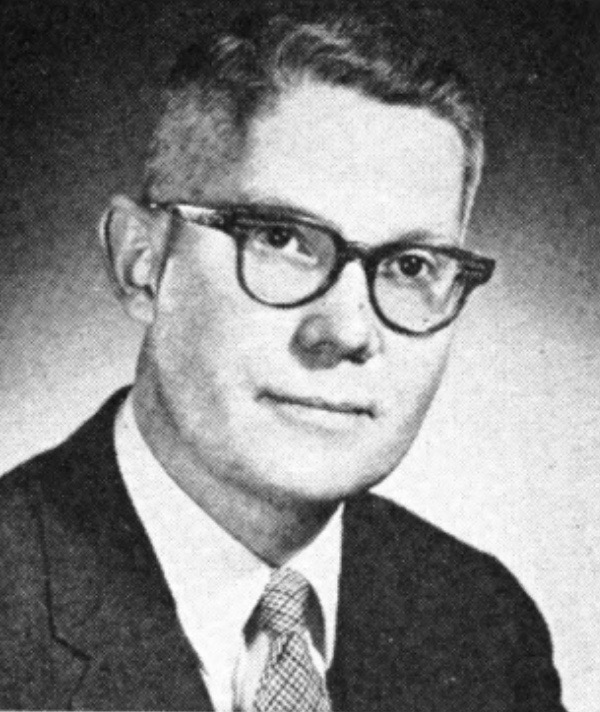
John Anderson en 1965.

John Anderson fut représentant républicain de l'Illinois à la Chambre des représentants de 1961 à 1981 et candidat indépendant à l'élection présidentielle américaine de 1980 face à Ronald Reagan et Jimmy Carter (et d'autres petits candidats) et où il obtint 6,6 % des suffrages.
Il a ensuite été un des promoteurs des réformes politiques du pays, présidant pendant 12 ans le bureau du FairVote (en), créé en 1992.